# Norbert Koof
Norbert Koof (* 13. September 1955) ist ein ehemaliger deutscher Springreiter und heutiger Unternehmer im Pferdesportbereich.

## Leben
In den 1980er und 1990er Jahren feierte er beachtliche sportliche Erfolge. Der Höhepunkt seiner Karriere war der Gewinn der Einzelweltmeisterschaft 1982 in Dublin auf dem Fuchswallach Fire. Mit damals 26 Jahren war Norbert Koof der jüngste Einzelweltmeister im Springreiten aller Zeiten. Bei einem Trainingsunfall im Februar 1994 stauchte er sich einen Rückenwirbel und ist seitdem auf einen Rollstuhl angewiesen. Diese Verletzung führte zu einer beruflichen Umorientierung und er baute seine Reitanlage zu einem Ausbildungszentrum für Reiter und Pferde aus. Er züchtet, trainiert  und verkauft dort vor allem Nachwuchspferde. Auf diesem Hof befindet sich seit 2006 die Polizei-Landesreiterstaffel NRW.
Norbert Koof lebt zusammen mit seiner Tochter in Willich am Niederrhein.

## Erfolge
- Weltmeisterschaft
  - 1982 in Dublin: Silbermedaille Mannschaft, Goldmedaille Einzel auf Fire 2
- Europameisterschaft:
  - 1981 in München: Goldmedaille Mannschaft auf Fire 2
- weitere:
  - dreimaliger Rheinischer Meister